# Irruputuncu
Volcán Irruputuncu är en vulkan i Bolivia, på gränsen till Chile.
Toppen på Volcán Irruputuncu är 5 163 meter över havet.
Den högsta punkten i närheten är Cerro de la Laguna, 5 202 meter över havet, söder om Volcán Irruputuncu.
Omgivningarna runt Volcán Irruputuncu består i huvudsak kala bergstoppar.